# Torre de vigilancia

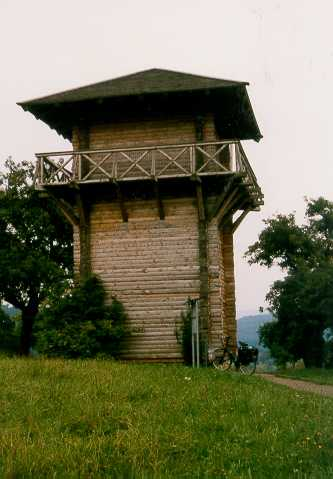
Reconstrucción de una torre de vigilancia del limes romano en Lorsch

Torre de vigilancia o atalaya (del árabe hispánico aṭṭaláya‘, y este del árabe clásico ṭalā'i‘)  es un tipo de fortificación utilizada en muchas partes del mundo. Difiere de otros tipos de torre en que su uso primario es militar; y entre las torres militares o defensivas se distingue en que por lo general es una estructura aislada. Su objetivo principal es proporcionar un lugar alto y seguro desde el cual poder realizar la vigilancia y hacer observaciones militares. En algunos casos, torres de uso no militar, como las religiosas, pueden ser utilizadas como torres de vigilancia. También las eminencias naturales con buena capacidad para vigilancia (registrar el campo o el mar para dar aviso de lo que se descubre, observar, espiar) son denominadas vigías o torre de vigilancia.
La importancia de las torres de vigilancia ha disminuido en la guerra moderna debido a la disponibilidad de formas alternativas de inteligencia militar, como el reconocimiento por satélites espía y vehículos aéreos no tripulados.
Los recintos carcelarios, los campos de concentración y otras instalaciones semejantes utilizan también torres de vigilancia, que en este caso tienen como función tanto la vigilancia hacia el interior como hacia el exterior.

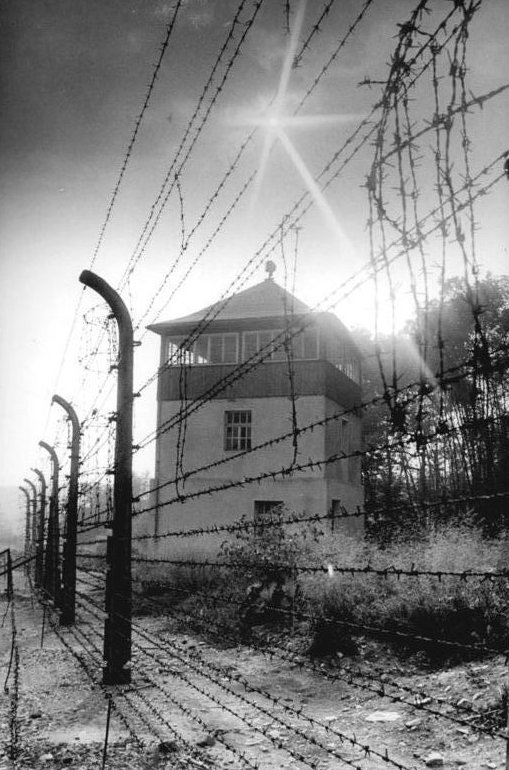
Torre de vigilancia del campo de concentración de Buchenwald
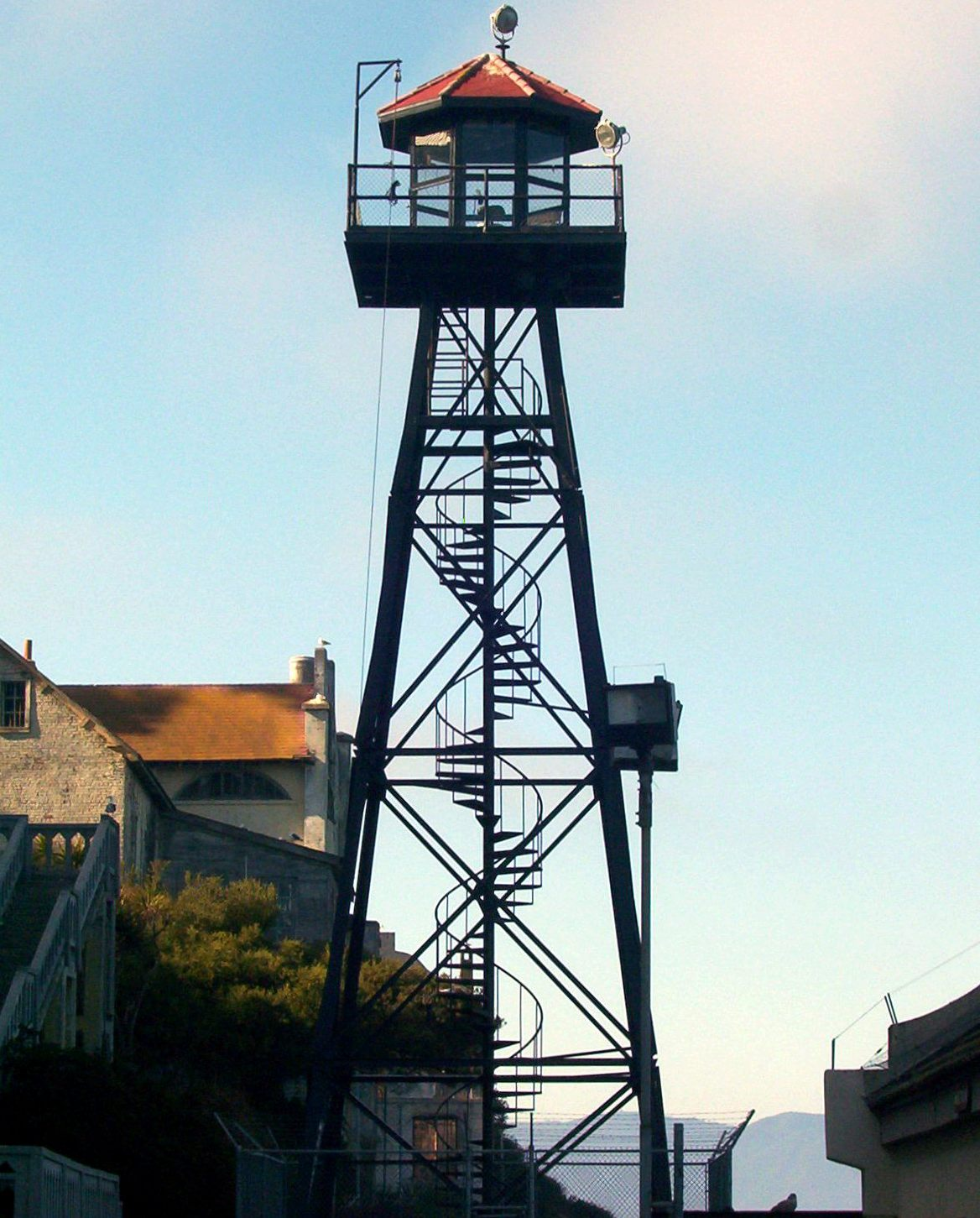
Torre de vigilancia de la prisión de Alcatraz
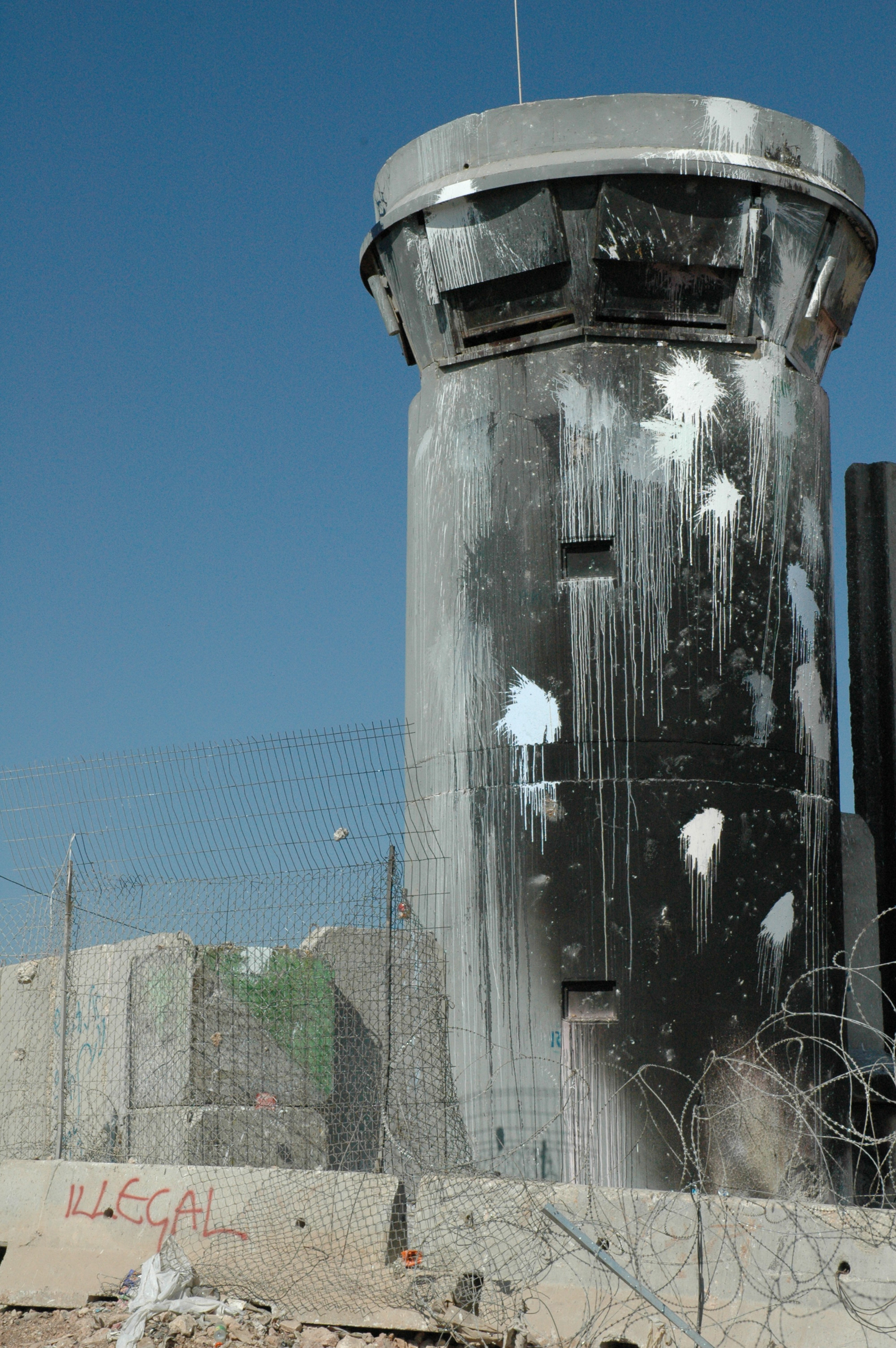
Torre de vigilancia israelí en el muro de Cisjordania
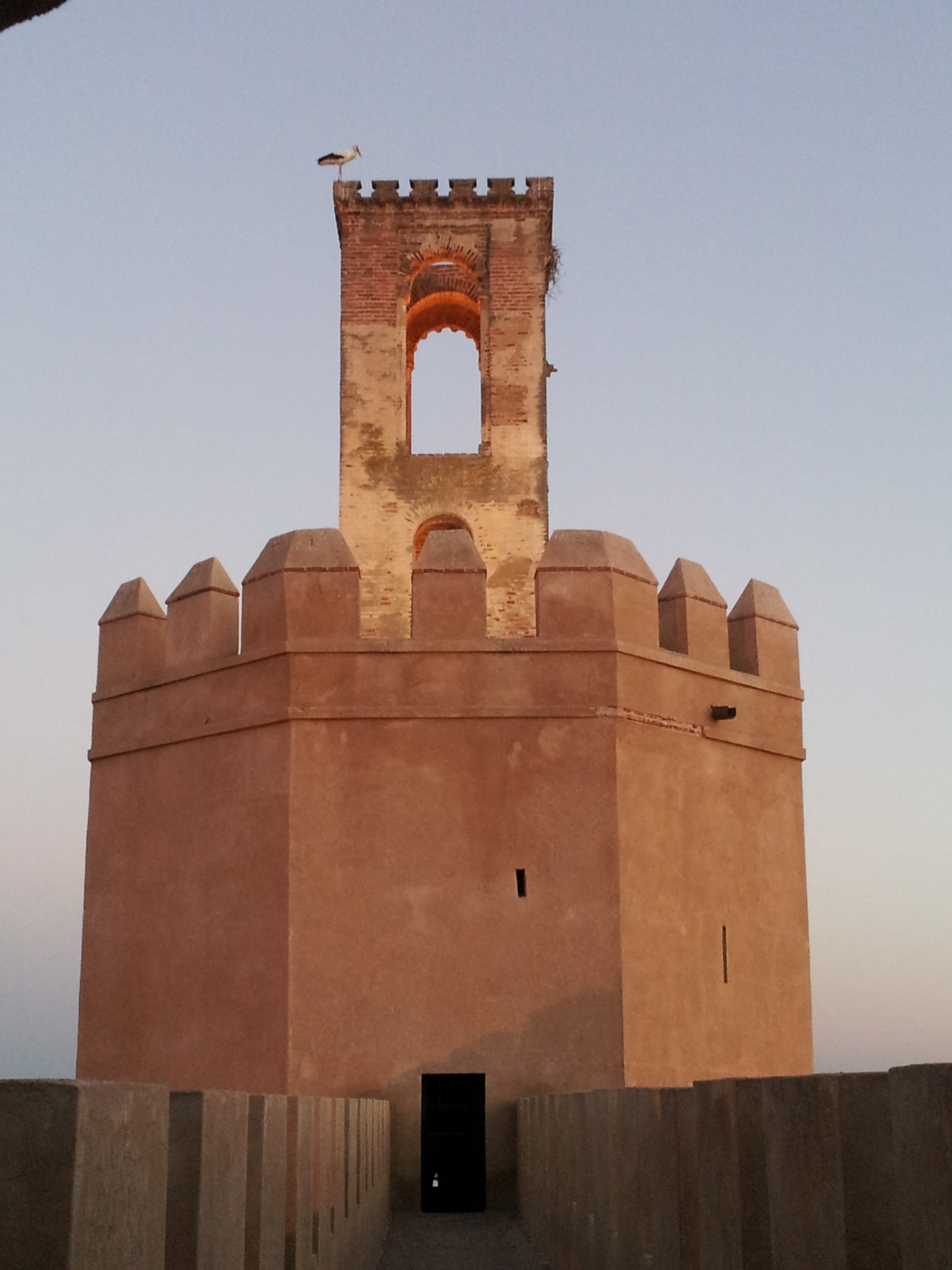
Torre de Espantaperros (Badajoz) y vista frontal del acceso desde la muralla

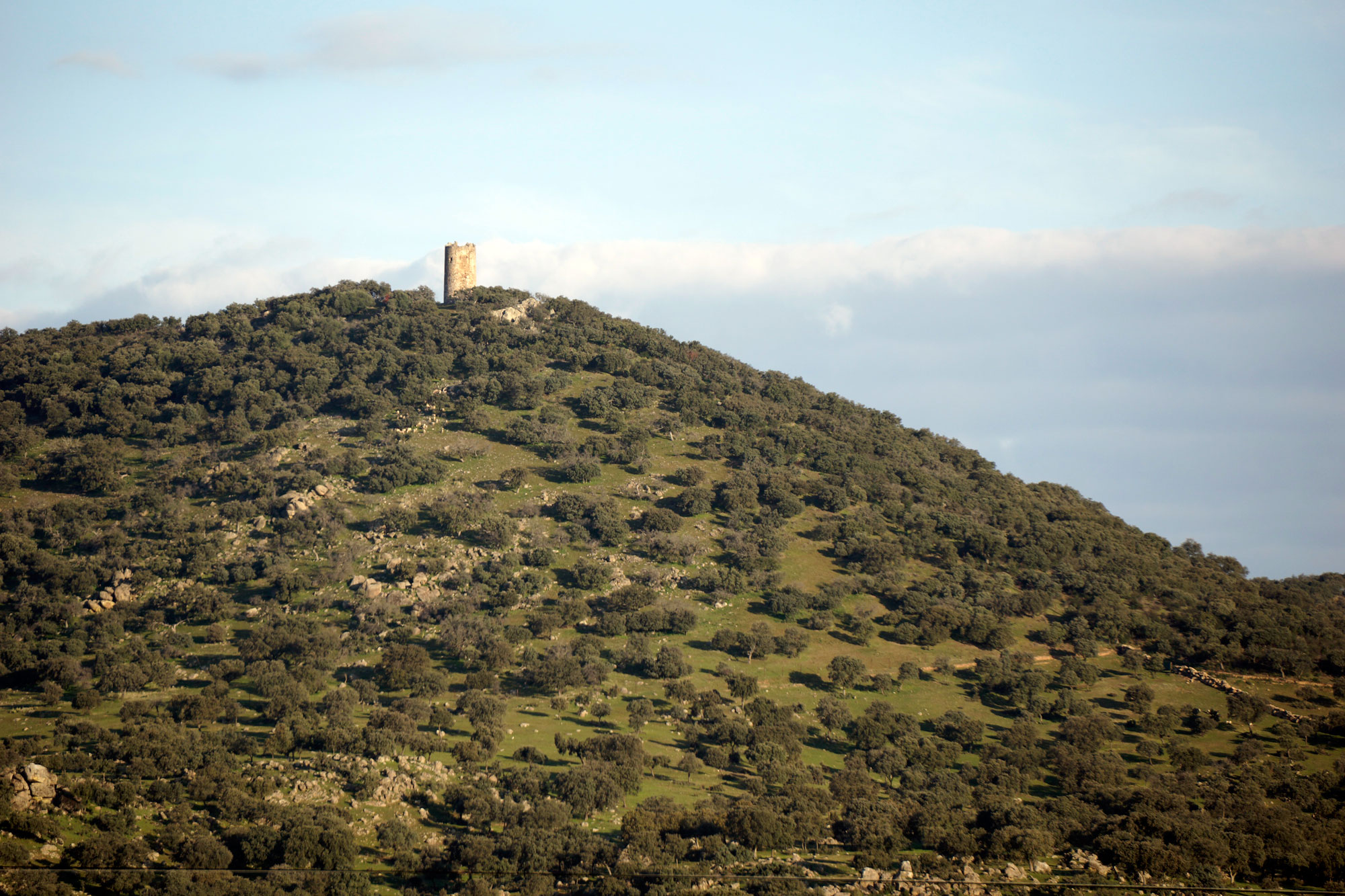
Atalaya del Casar (Talavera de la Reina)

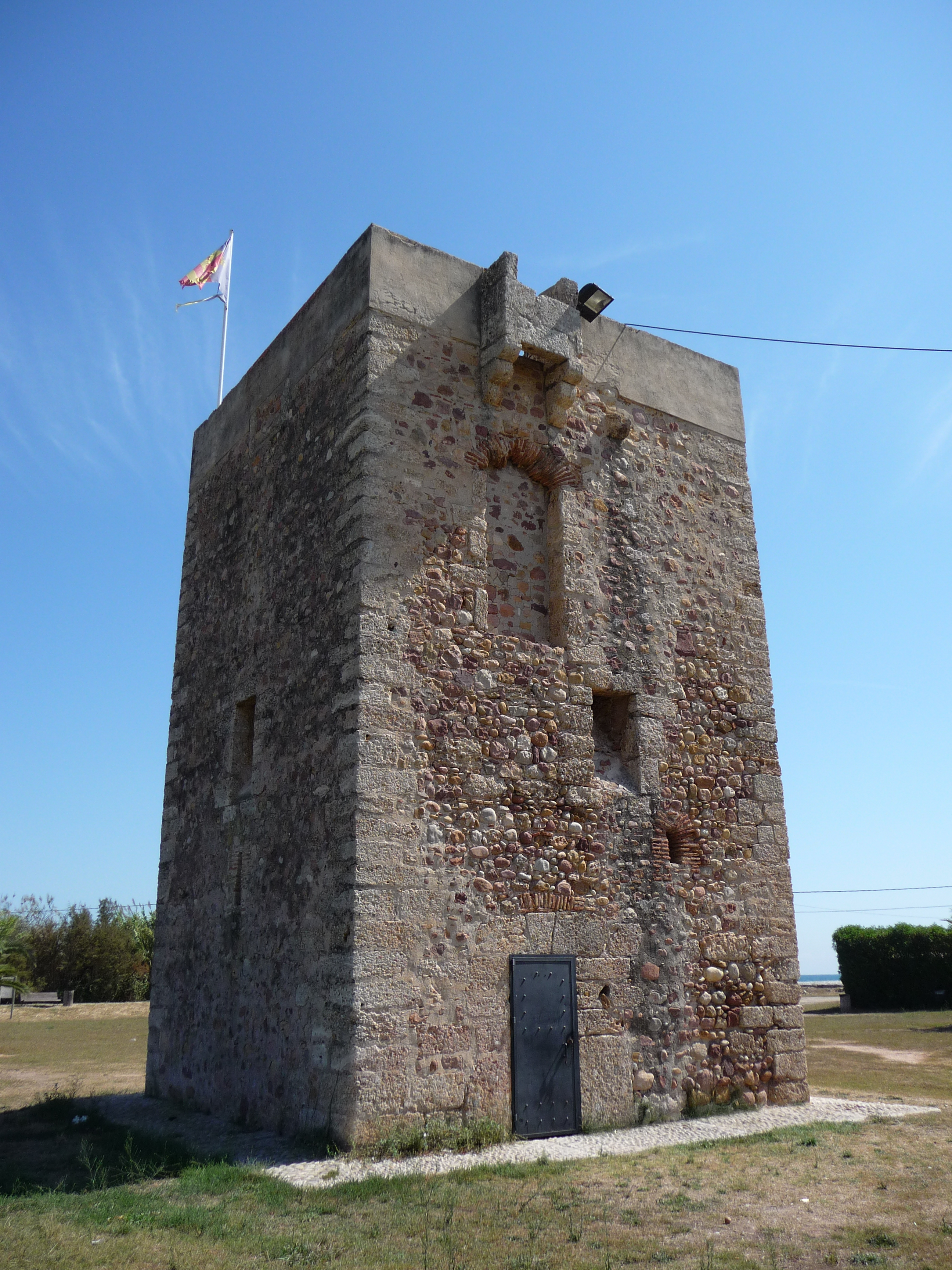
Torre del Mar de Burriana

## Torres vigía en España

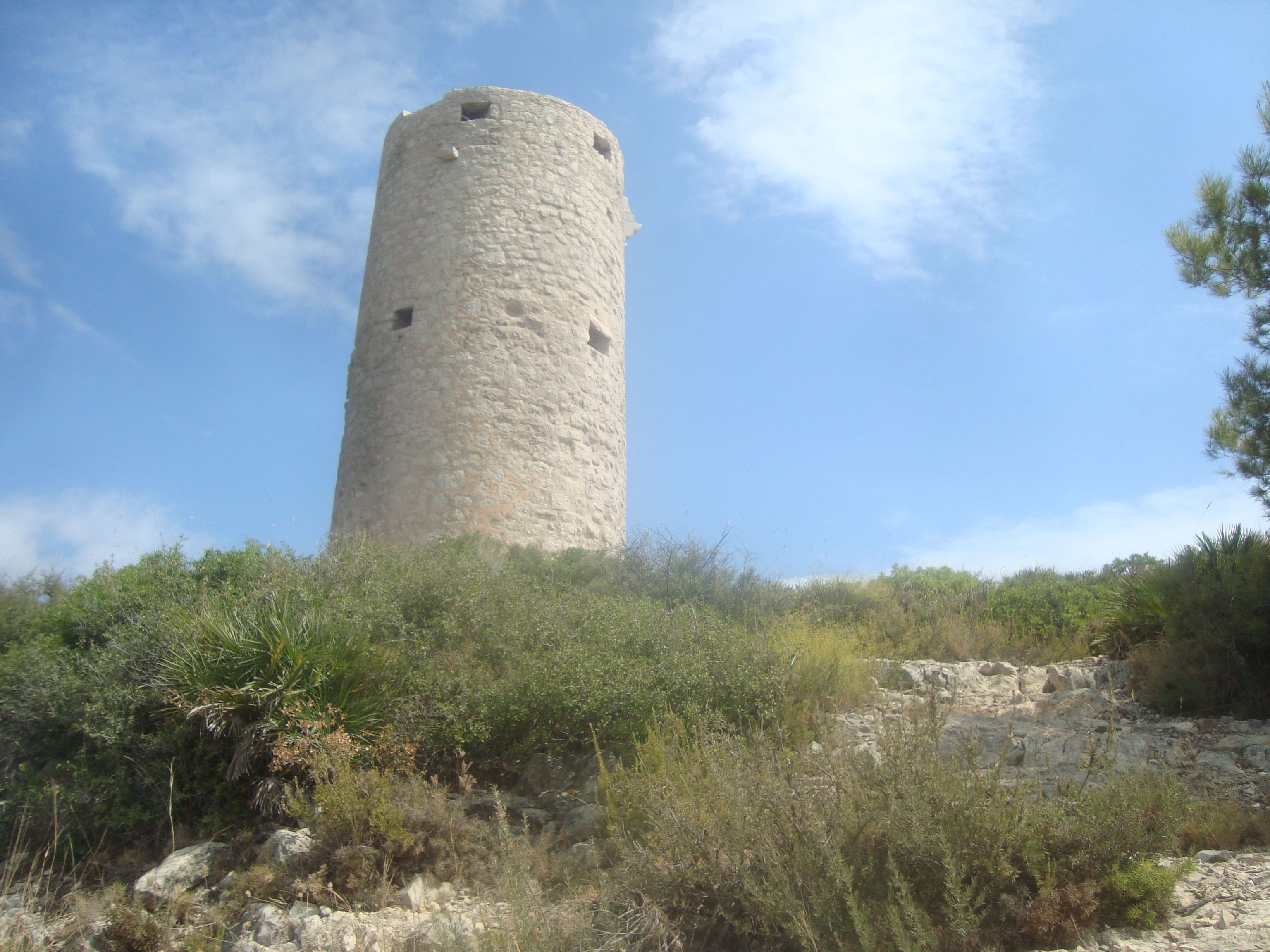
Torre Badum (Peñiscola).

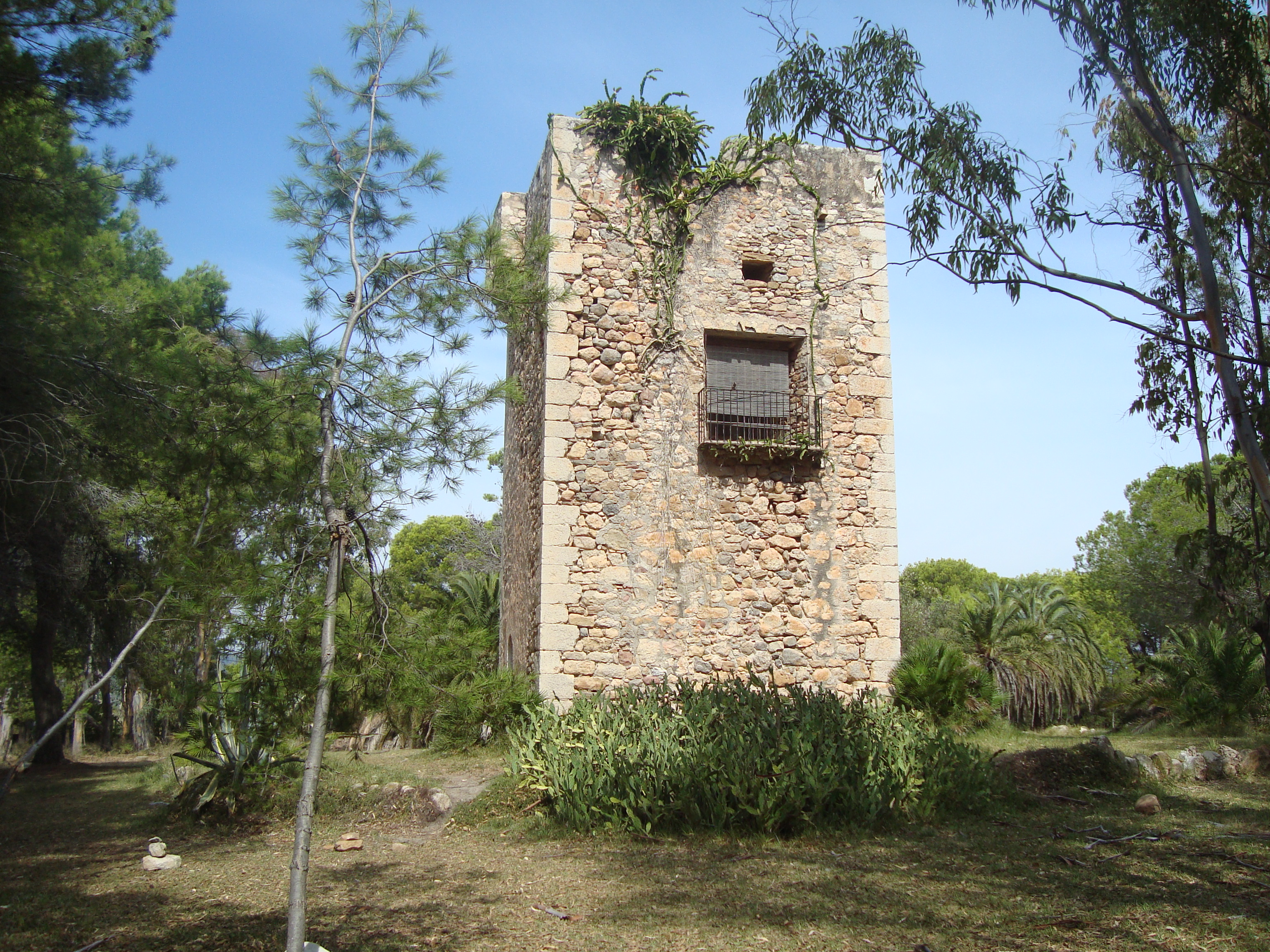
Torre de Torrelasal

En España existe un gran número de fortificaciones de este tipo, especialmente en la costa (torres de vigilancia costera) y en las zonas que fueron fronterizas entre la Corona de Castilla y el Reino nazarí de Granada, particularmente en la frontera delimitada por el Pacto de Jaén, consistentes usualmente en torreones de tapial o mampuesto, llamadas torres-vigía o torres ópticas. Solían formar sistemas complejos de vigilancia, situándose a distancia suficiente como para ser visualizadas unas desde otras. Ejemplos de estos sistemas defensivos permanecen aún en pie, como es el caso de los sistemas de Moclín o Huéscar.